# Ayuntamiento de Auckland
El Ayuntamiento de Auckland es un edificio histórico de Queen Street en el centro de Auckland (Nueva Zelanda), conocido tanto por su uso original y permanente como sede de las funciones administrativas (por ejemplo, las reuniones del consejo y audiencias), así como por su afamado Gran Salón y la Cámara de Conciertos. El Ayuntamiento y su entorno se encuentra muy protegido como edificio histórico de "Categoría A"  en el plan urbanístico del distrito de la ciudad.

## Historia

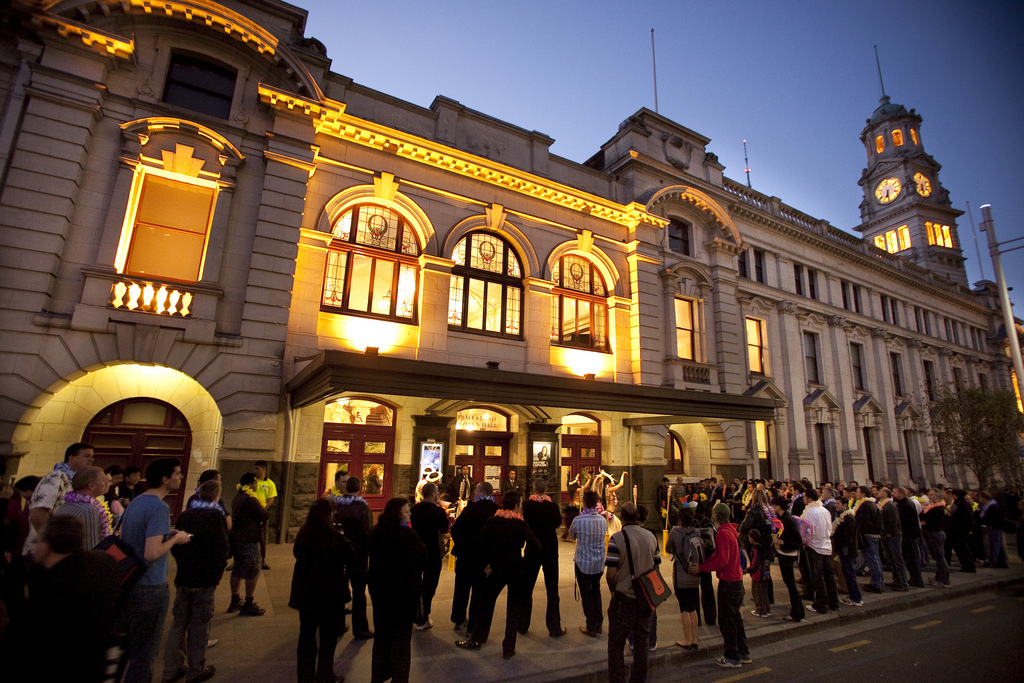
Entrada al Ayuntamiento desde Queen Street.

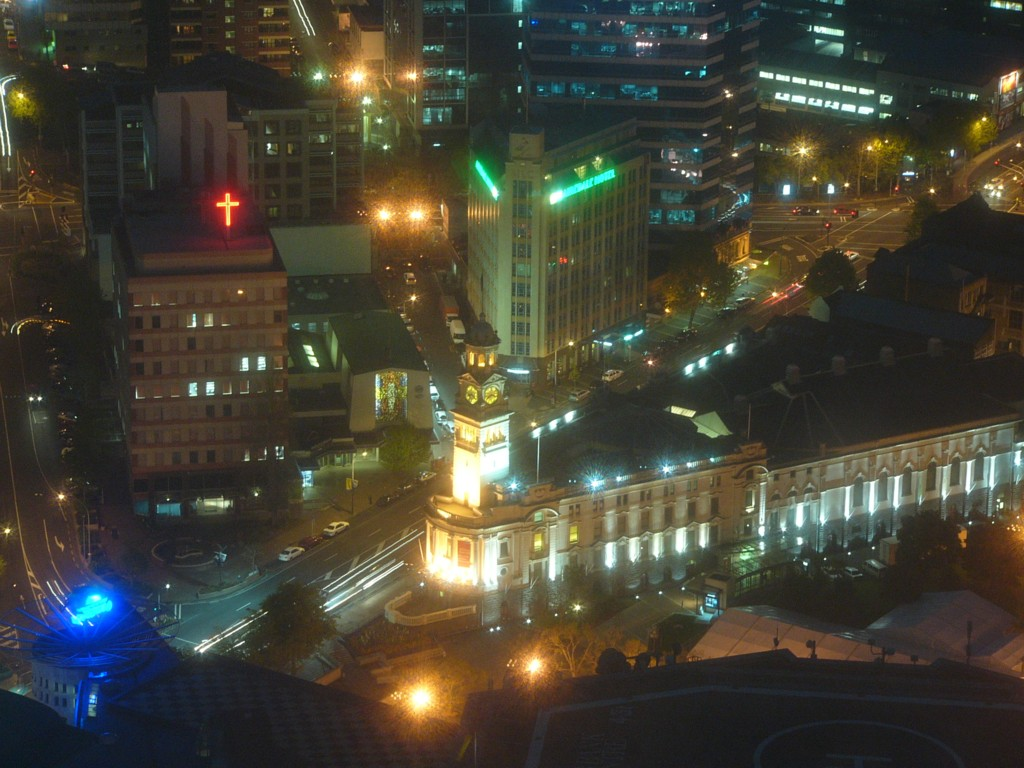
Vista aérea nocturna del Ayuntamiento.

### Edificio
Inaugurado el 14 de diciembre de 1911 por el entonces Gobernador General de Nueva Zelanda, Lord Islington, el edificio es uno de los edificios históricos más destacados de Queen Street. Su construcción tuvo un coste de 126.000 libras y fue diseñado por los arquitectos JJ & EJ Clarke, cuya propuesta de edificio neorrenacentista fue seleccionada entre un total de 46 propuestas. El edificio de cinco pisos fue diseñado especialmente para adaptarse al solar en forma de cuña que se había adquirido para su construcción, situado en la esquina entre Queen Street y Grey Street. El Ayuntamiento formó la primera sede permanente de la administración de Auckland en la historia de la joven ciudad. Además también sirve de sede para gran variedad de actividades de entretenimiento, con su Gran Salón (con un aforo de 1.673 personas) inspirado en el Gewandhaus de Leipzig, y que se considera que tiene una de las mejores acústicas del mundo.

Su interior fue extensamente restaurado desde 1994 hasta 1997 con un coste de unos 33 millones de dólares, en parte debido a que la estructura de mampostería no reforzada no cumplía con las normas antisísmicas, sobre todo como lugar de reunión. Sinclair Knight Merz fue pionero en varias técnicas para reforzar la estructura sin cambiar sustancialmente el carácter histórico del edificio. El exterior también ha sido sometido en 2007 a algunas obras de restauración.
Los detalles ornamentales originales del exterior de piedra caliza de Oamaru habían sido eliminados en gran parte en la histeria del terremoto de la década de 1950, y durante la agresiva limpieza de la piedra. Después de una cuidadosa investigación y análisis, durante la restauración estos fueron sustituidos por unos nuevos de piedra caliza procedente de los mismos niveles de la mina de North Otago de la cual se había extraído la piedra original. El comportamiento de la acústica interior fue corregido mediante la supresión de las anteriores, imprudentes y molestas medidas de intervención, siendo sustituidas por tratamientos menos visibles y más eficaces. La pintura interior fue restaurada siguiendo los colores originales de la época eduardiana. Los fragmentos de porcelana y los azulejos de cerámica vidriada del lujoso vestíbulo de la entrada principal fueron restaurados con nuevas réplicas exactas hechas ex professo. Las vidrieras de colores fueron restauradas y (donde fue necesario) reconstruidas, y se le añadieron al edificio disimuladas medidas antiincendios.

### Órgano

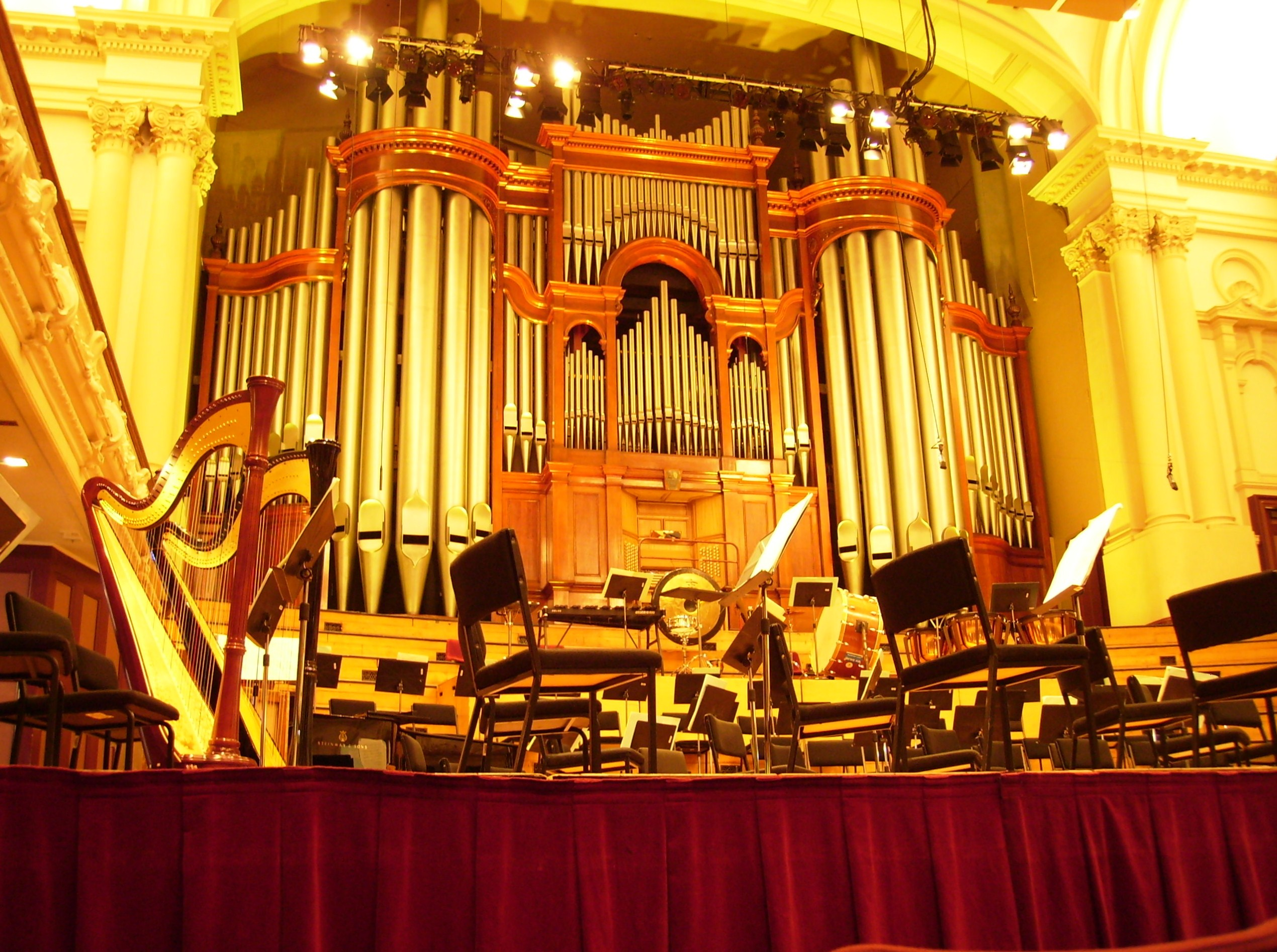
El órgano en 2010, tras la restauración.

El órgano del Ayuntamiento, también de 1911, es el mayor instrumento musical del país y es en sí mismo un "objeto protegido" en la legislación de Nueva Zelanda. Fue extensamente remodelado entre 1969 y 1970, cuando el movimiento de renovación del órgano llegó a Nueva Zelanda, alterando y reduciendo significativamente la potencia original romanticista, descartando muchas partes del original y añadiendo otras nuevas para producir un sonido barroco entonces de moda.
El instrumento resultante fue desmantelado en enero de 2008 para su restauración y reconstrucción. El órgano reconstruido fue fabricado por Klais Orgelbau de Bonn (Alemania), incorporando las partes que quedaban del original de 1911, algunos componentes recuperados recientemente y nuevos elementos. El órgano regresó a finales de 2008, para volver a ser ensamblado como el órgano más grande (y una vez el más potente) del país.
La ciudad de Auckland se había comprometido a proporcionar 3 millones de dólares neozelandeses para el proyecto de restauración, y los restantes 500.000 dólares fueron obtenidos a través de recaudación de fondos privados. El órgano restaurado fue presentado oficialmente el 21 de marzo de 2010, con una sinfonía especialmente encargada.